# Flatwijk (Uden)
De Flatwijk is een hoogbouwbuurt in Uden in de Noord-Brabantse gemeente Maashorst. De flats staan in de Oranjewijk en grenst aan de buurten Centrum en Zoggel. Kenmerkend voor de flats uit de 
de jaren 60 zijn de, ten opzichte van andere buurten in Uden,  ongewoon hoge percentages immigranten (52%), werklozen (22%), arbeidsongeschikten (16,47%) en eenpersoonshuishoudens (55%).

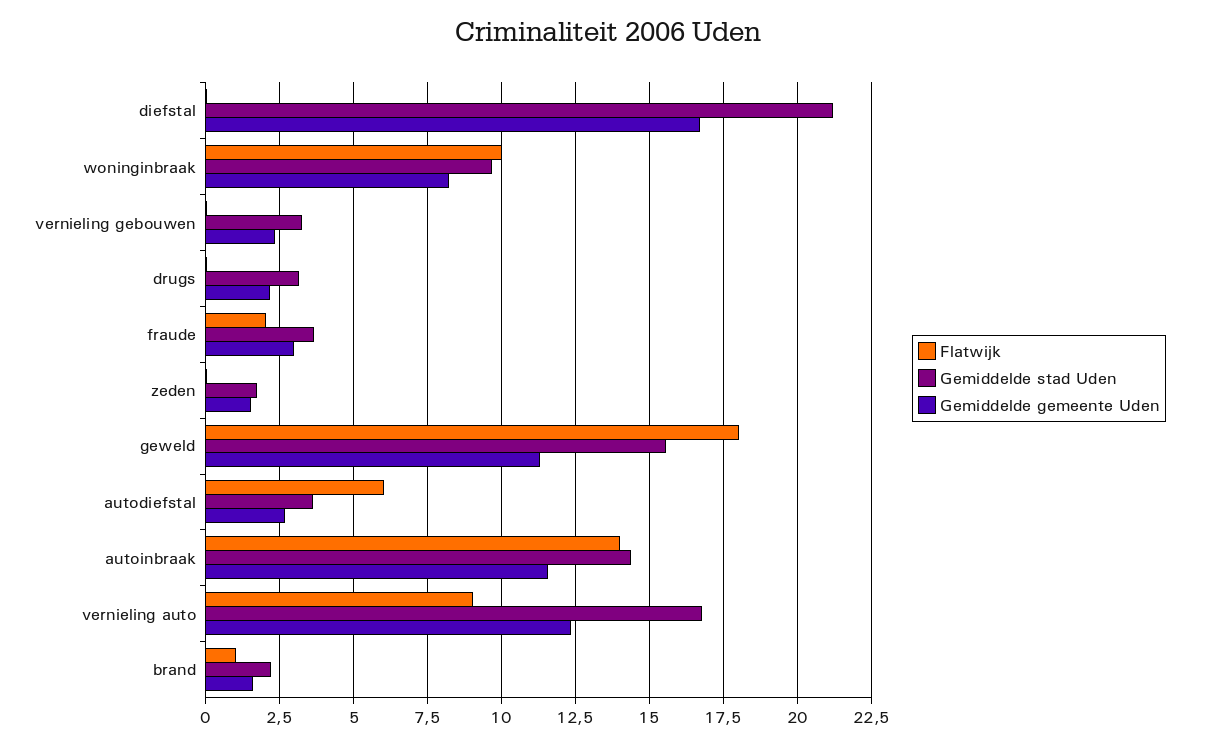
Criminaliteitstatistiek

| Kerngegevens Flatwijk   | Kerngegevens Flatwijk |
| ----------------------- | --------------------- |
| Inwoners:               | 1.060                 |
| Jonger dan 15:          | 159 (15%)             |
| Ouder dan 65:           | 233 (22%)             |
| Mannen:                 | 520                   |
| Vrouwen:                | 540                   |
| Geboorten:              | 16                    |
| Huishoudens:            | 620                   |
| Eenpersoonshuishoudens: | 341 (55%)             |
| Beroepsbevolking:       | 668                   |
| Werklozen:              | 147 (22%)             |
| Woningen:               | 579                   |
| Waarvan huurwoningen:   | 432 (74,6%)           |

Wijken: Uden-Centrum · Uden-Oost · Uden-West · Uden-Zuid

Buurten: Bitswijk · Bogerd-Vijfhuis · Centrum · Eikenheuvel · Flatwijk · Hoenderbos-Velmolen · Hoeven · Hoevenseveld · Melle · Moleneind-Groenewoud · Raam · Schutveld · Sportpark Volkelseweg · Zoggel

Bedrijventerreinen: Goorkens · Hoogveld · Loopkant-Liessent · Vluchtoord      Militair terrein: Vliegbasis Volkel
Hoofdplaats: Uden      

Dorpen: Odiliapeel · Reek · Schaijk · Volkel · Zeeland 

Buurtschappen: Bedaf · Biesthoek · Brand ·  Duifhuis (Uden) · Duifhuis (Zeeland) · Eikenheuvel · Gaal · Graspeel · Heikant · Hengstheuvel · Hoefkens · Hooge Heide · Hoogveld · Hultje · Kleuter · Kooldert · Kreitsberg · Lagenheuvel · Lankes · Loo · Maatsehei · Moleneind · 't Mun · Nabbegat · Niemeskant · Oosterens · Oventje · Rakt (deels) · Rusven · Schadron · Slabroek · Strepen · Trent · Velmolen · Vloet · Voederheil · Weeg · Witte Dellen · Zevenhuis
Noord-Brabant: Steden en dorpen      Nederland: Provincies · Gemeenten